# Coenosia ghilarovi
Coenosia ghilarovi är en tvåvingeart som beskrevs av Anatolii Mikhailovich Lobanov 1988. Coenosia ghilarovi ingår i släktet Coenosia och familjen husflugor. Inga underarter finns listade i Catalogue of Life.